# Kunzea ericoides
Kunzea ericoides ("kānuka, mānuka, rāwiri, māru, mānuoea, mānuka-rauriki"), en inglés "white tea tree", que se traduce en español como árbol de te blanco es un árbol endémico de Nueva Zelanda. Hasta 1983, el kanuka fue clasificado como parte del género Leptospermum. 

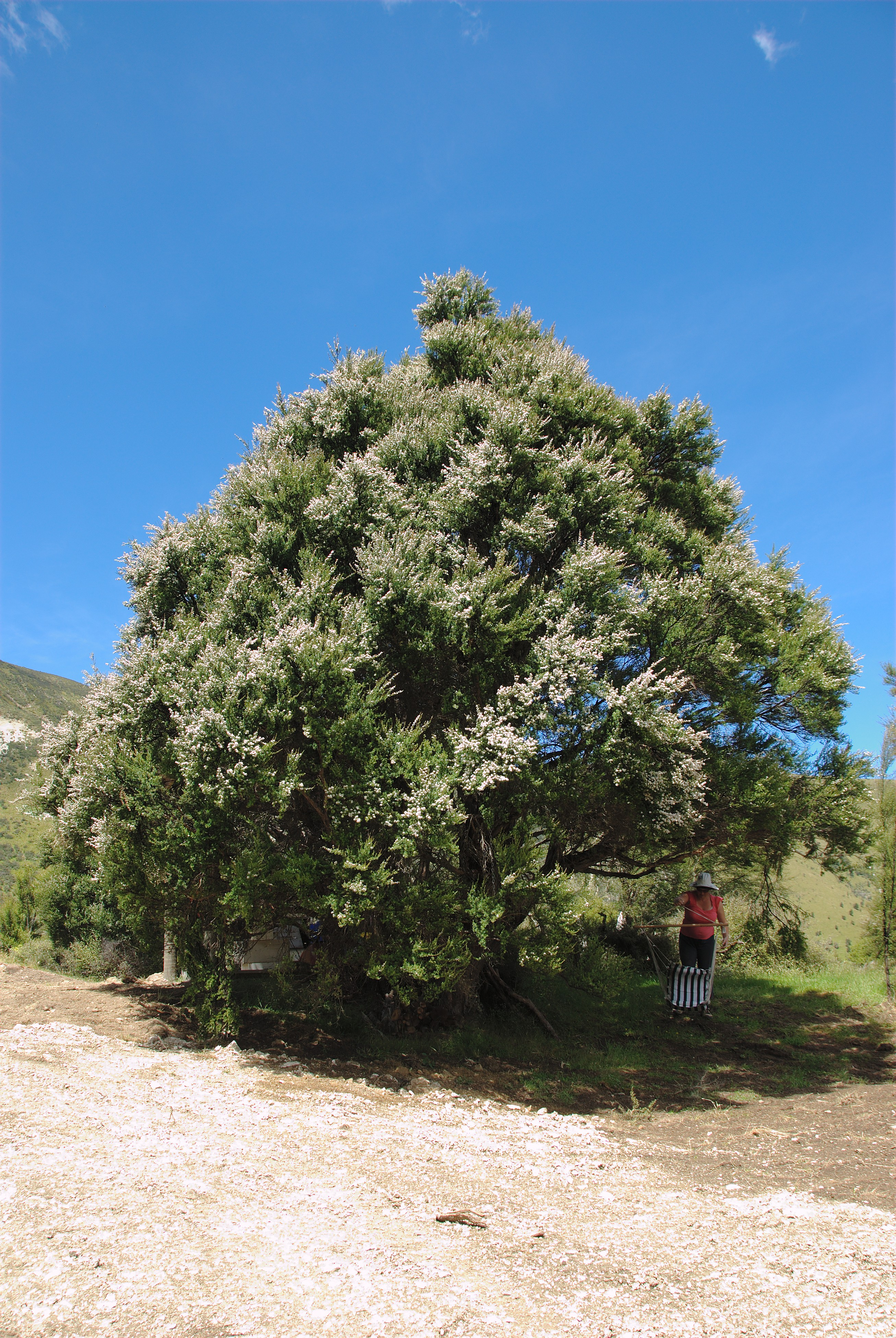

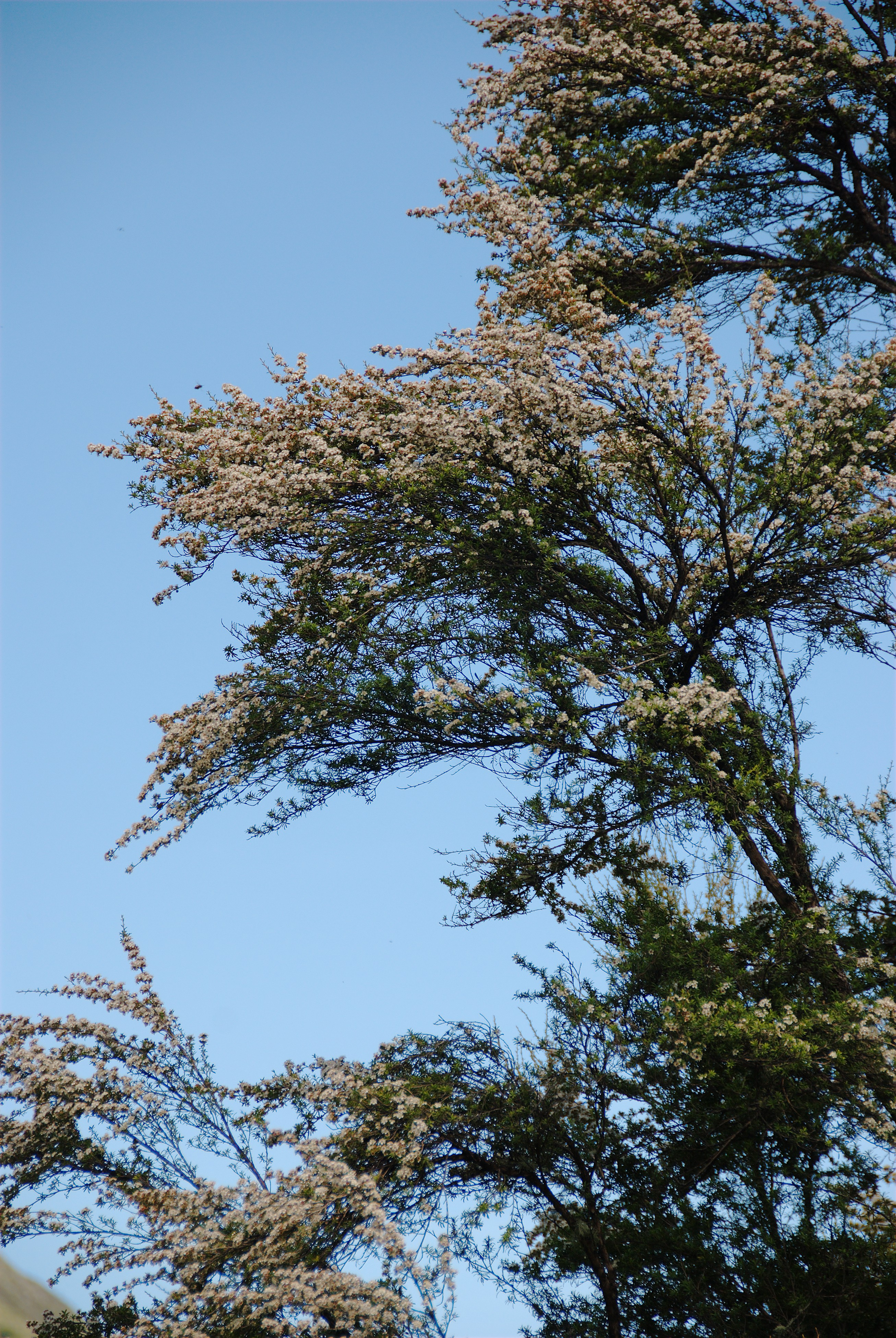

## Endémico de Nueva Zelanda
Kanuka (o manuka como fue mayormente conocido hasta la década de 1930) es endémico de Nueva Zelanda. Está distribuido particularmente en el matorral costero y coloniza las tierras que se recuperan después de los incendios o las revierte a su estado natural después de haber sido usadas para la agricultura. Sin embargo se le ha registrado creciendo en altitudes de hasta 2000 m s. n. m. .  Con pequeñas pero abundantes flores puede colorear toda una colina entera, dando la apariencia de una cobertura de nieve. La madera es muy dura y sin embargo no es durable adentro de la tierra y es usada en pilotes para muelles y en mangos de herramientas. Es particularmente popular como leña, quemándose con un gran calor, el kanuka puede crecer hasta alturas de 30 metros de alto con un tronco de hasta y un metro de ancho. 
Los periquitos kakariki (Cyanoramphus) usan las hojas del kanuka y el relacionado manuka para deshacerse de los parásitos. Aparte de ingerir el material, también lo mastican, lo mezclan con el aceite de la glándula uropígea y se lo aplican en las plumas. La manuka y la kanuka son especies similares superficialmente y son con frecuencia confundidas la una con la otra –la manera más fácil de decir la diferencia entre ellos es al sentir el follaje – Las hojas del kanuka son lisas mientras las del manuka son cortantes.

## Especies relacionadas en Australia
En Australia hay especies emparentadas conocidas como Burgan, estas han sido confundidas en el pasado con la kanuka Nueva Zelanda pero recientes estudios moleculares y morfológicos muestran que ninguna de esas especies es la misma que la de  Nueva Zelanda. Las especies de Burgan son en su mayoría arbustos pequeños (de hasta 5 m de alto) con lignotúberes y rizomas, sin embargo dos especies en el complejo K. peduncularis, y un número sin común de especies sin nombre en el norte de la frontera de Nueva Gales del Sur tienen la forma de un árbol (hasta 15 m de alto) más típica de las especies de Nueva Zelanda. 
El grupo Burgan comprende siete especies  (tres de las cuales  tienen nombres actuales en Kunzea y cuatro de ellas todavía no han sido formalmente descritas) y son nativas de Australia Meridional, Victoria, Nueva Gales del Sur y Queensland. Kunzea leptospermoides, K. phylicoides, y un número extendido de especies de Victoria y Nueva Gales del Sur tienen tendencias de maleza y han probado ser un mayor problema en áreas de terreno en algunas estancias recientemente clareadas o incendiadas.

## Sinonimia
- Leptospermum ericoides A.Rich. in J.S.C.Dumont d'Urville (1832).
- Baeckea phylicoides A.Cunn. ex Schauer in W.G.Walpers (1843).
- Kunzea peduncularis F.Muell. (1855).
- Kunzea leptospermoides F.Muell. (1856).
- Kunzea peduncularis var. brachyandra Benth. (1867).
- Leptospermum ericoides var. lineare Kirk (1889).
- Baeckea virgata var. polyandra Maiden & Betche (1898).
- Kunzea phylicioides (A.Cunn. ex Schauer) Druce (1917).
- Kunzea glabriuscula Gand. (1918).
- Leptospermum phylicoideum (A.Cunn. ex Schauer) Cheel (1943).
- Leptospermum ericoides var. microflorum G.Simpson (1945).
- Kunzea ericoides var. linearis (Kirk) W.Harris (1987).
- Kunzea ericoides var. microflora (G.Simpson) W.Harris (1987).[3]